# Алаколь (Павлодарская область)
Алаколь (каз. Алакөл) — село в Железинском районе Павлодарской области Казахстана. Расположено в 260 км к северо-западу от областного центра — Павлодара и в 75 км к северо-востоку от районного центра — Железинки. Административный центр Алакольского сельского округа. Код КАТО — 554235100.

## История
Село было центральной усадьбой бывшего зернового совхоза имени XIX партсъезда, образованного в 1954 году на базе свободных участков колхозов «30 лет Казахстана» и «Жана Талап».

## Население
В 1985 году в селе жили 1031 человек. В 1999 году население села составляло 1135 человек (575 мужчин и 560 женщин). По данным переписи 2009 года, в селе проживало 776 человек (395 мужчин и 381 женщина).